# Moyeuvre-Petite
Moyeuvre-Petite là một xã trong vùng Grand Est, thuộc tỉnh Moselle, quận Thionville-Ouest, tổng Moyeuvre-Grande. Tọa độ địa lý của xã là 49° 16' vĩ độ bắc, 06° 01' kinh độ đông. Moyeuvre-Petite nằm trên độ cao trung bình là 250 mét trên mực nước biển, có điểm thấp nhất là 185 mét và điểm cao nhất là 322 mét. Xã có diện tích 5,43 km², dân số vào thời điểm 2004 là 530 người; mật độ dân số là 96,4 người/km². Xã nằm 2 km về phía tây-bắc của Moyeuvre-Grande.

## Thông tin nhân khẩu
| 1962 | 1968 | 1975 | 1982 | 1990 | 1999 |
| ---- | ---- | ---- | ---- | ---- | ---- |
| 613  | 720  | 679  | 593  | 589  | 560  |